# 聯合歸正教會

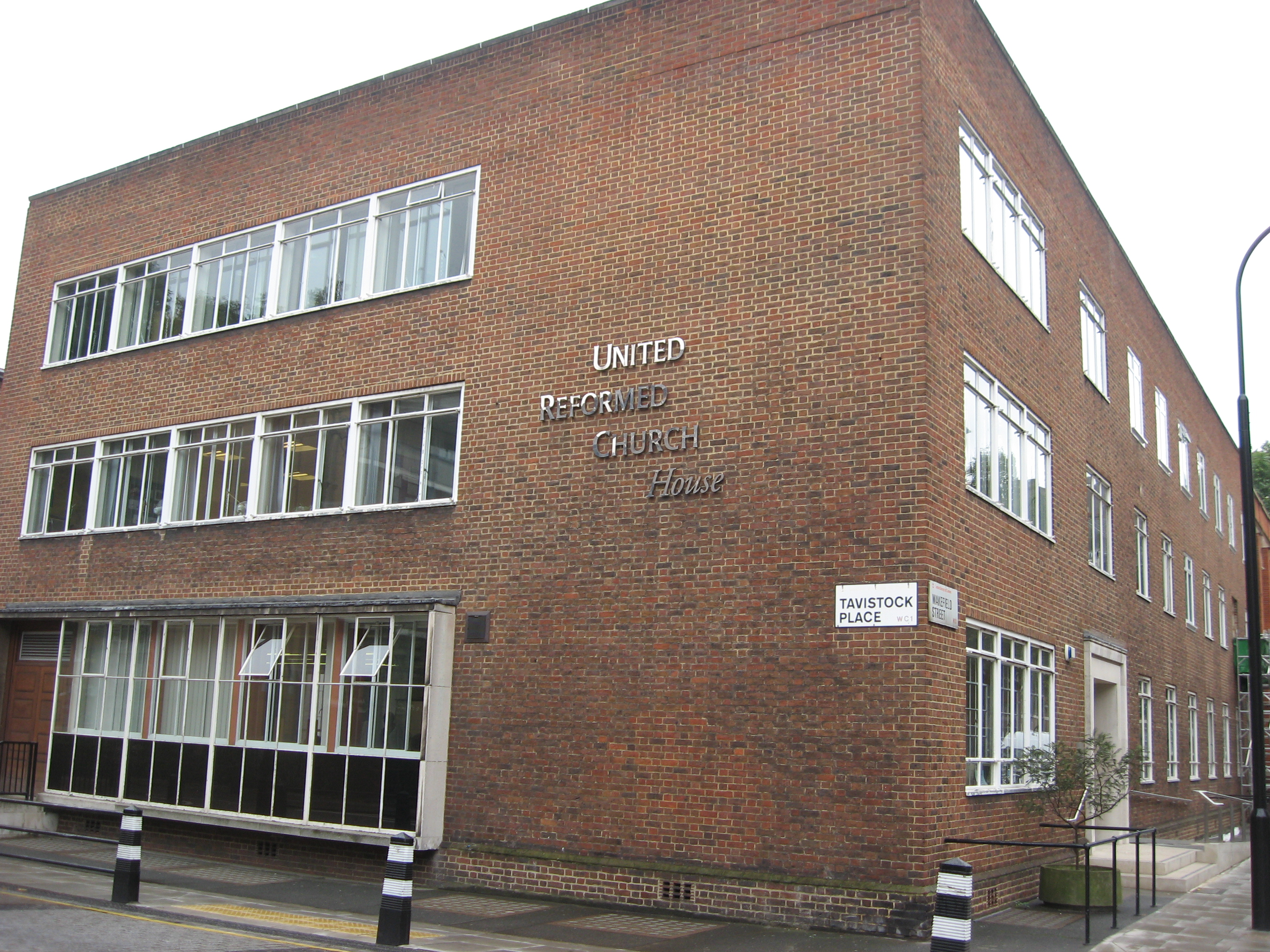
聯合歸正教會在倫敦的總部。

聯合歸正教會（United Reformed Church）為英國基督新教教派之一，由英格蘭長老會和英格蘭和威爾士公理會於1972年聯合成立，擁有約7萬5千位成員和1600個教會。教會信仰三位一體；神學根源於加爾文主義，其歷史上之基層組織是承繼長老會和公理會之傳統：為長老和公理政體之聯合體。教會屬基督教普世組織之成員，呈現出基督教會團結堅定承諾之精神。

## 外部連結
- 聯合歸正教會 （页面存档备份，存于）